# Llano de Águila
Llano de Águila är en ort i Mexiko.   Den ligger i kommunen Huautla de Jiménez och delstaten Oaxaca, i den sydöstra delen av landet, 280 km sydost om huvudstaden Mexico City. Llano de Águila ligger 1 523 meter över havet och antalet invånare är 133.
Terrängen runt Llano de Águila är kuperad åt sydväst, men åt nordost är den bergig. Runt Llano de Águila är det ganska glesbefolkat, med 36 invånare per kvadratkilometer. Närmaste större samhälle är Huautla de Jiménez, 2,7 km sydväst om Llano de Águila. I omgivningarna runt Llano de Águila växer i huvudsak städsegrön lövskog.